# كريستوفر ريد (سياسي)
كريستوفر ريد (بالإنجليزية: Christopher Reed)‏ هو سياسي أمريكي، ولد في 1972 في سولون في الولايات المتحدة. حزبياً، نشط في الحزب الجمهوري.